# 山内眞
山内 眞（やまうち まこと、1940年 - 2025年7月6日）は、日本の聖書学者。

## 経歴
1940年大阪市に生まれる。東京神学大学大学院で学んだ後、1967年から2年間日本基督教団吉祥寺教会の竹森満佐一牧師の下で伝道師を勤める。その後、エディンバラ大学大学院に学び哲学博士号を取得、テュービンゲン大学に留学して帰国後、1973年から2年間日本基督教団鎌倉雪ノ下教会伝道師を経て、東京神学大学の新約聖書神学の教授になる。2009年退職後生活の本拠をスコットランドに移し、2025年7月6日、ダンディーの自宅で死去。84歳没。

## 著書
- 『山上の説教』（神学大学出版委員会、東神大パンフレット13） 1976
- 『ピリピ人への手紙』（日本基督教団出版局） 1987
- 『ガラテア人への手紙』（日本キリスト教団出版局） 2002
- 『復活 その伝承と解釈の可能性』（日本キリスト教団出版局） 2004

## 監修
- 『新共同訳 新約聖書略解』（監修、日本基督教団出版局） 2000
- 『新共同訳 聖書事典』（木田献一共監修、日本キリスト教団出版局） 2004

## 翻訳
- 『イエスとクムラン教団』（O・ベッツ、日本基督教団出版局） 1976
- 『ガラテヤ書の神学』（The theology of Paul's letter to the Galatians、J・D・G・ダン、新教出版、叢書・新約聖書神学、ガラテヤ人への手紙8） 1998
- 『新約聖書神学 - イエス・パウロ・ヨハネ』（W・G・キュンメル、日本キリスト教団出版局） 2007